# Båsjälören
Båsjälören is een klein onbewoond Fins eiland, gelegen in Kvarken, het smalle deel van de Botnische golf. Het behoort tot de gemeente Korsholm.
Het oppervlak bedraagt 5,4 ha en de diameter is ongeveer 310 meter.
Het eiland is vanwege de postglaciale opheffing min of meer vastgegroeid aan het buureiland Båsjälörbådan. In de natuurlijke dam tussen beide eilanden, bestaande uit rotsblokken, is in het verleden een kleine vaargeul aangelegd, maar die is inmiddels zelfs te ondiep geworden voor kano's. In de loop van de 21e eeuw zullen beide eilanden geheel met elkaar versmelten.

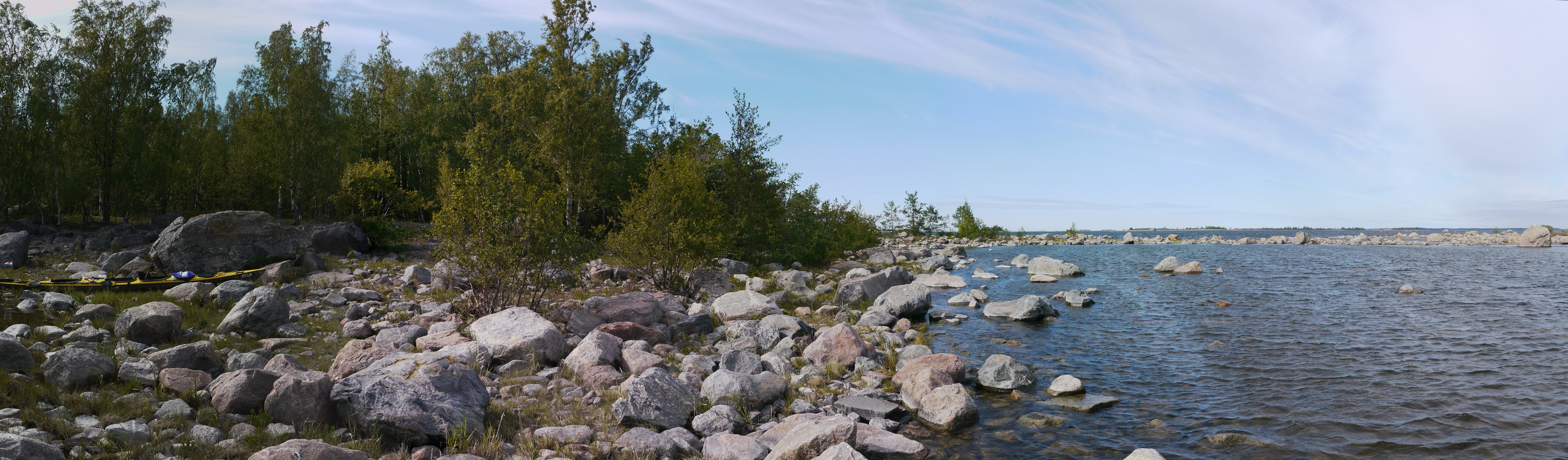
Het zuidoostelijke deel van Båsjälören; rechts de ondiepe verbinding met het buureiland Båsjälörbådan.